# 通り字
通り字（とおりじ）または通字（とおりじ、つうじ）は、日本の人名において、主に平安時代から江戸時代にかけて、貴族や武士の間で広く用いられた、一族や家系内で世代を超えて共通して用いられる漢字のことである。一族の中で特定の漢字を名前の一部として継承することで、家系の連続性や伝統を強調し、社会的地位や家格を示す手段となった。

## 通り字の役割と重要性
通字の役割
家系の識別：通字は一族内の連続性や血縁関係を示すために使用された。
家格の表示：高位の家系は独自の通字を持ち、その使用には厳格なルールが存在した。
通字の継承
家系ごとに固定：通字は家系ごとに固定されており、他家の通字を使用することは避けられた。
無断使用の忌避：特に高位の家系の通字を無断で使用することは、問題視された。

## 歴史的背景

### 奈良時代後期から平安時代前期
日本では、奈良時代後期から、中国の人名にならって、人名（実名）は漢字二字とする傾向が出てきた。平安時代前期になると、唐風を好んだ嵯峨天皇は、親王として皇族に留めた皇子たちに「正良（）」「秀良（）」「業良（）」「忠良（）」「基良（）」といった漢字二字の名をつけた。これ以降、仁明天皇の親王皇子には「康」の字を共通に用い、文徳天皇の親王皇子には「惟」、清和天皇には「貞」の字を使い兄弟間で共通の漢字一字を使用する命名法・兄弟通字が広まり、公家や武家でもその傾向が見られるようになった。

### 鎌倉・室町時代
平安後期になると、苗字が発生し、社会的にも世襲の風習が強まるとともに、父祖など先祖の名の一字を受け継ぐ形の通字が一般化した。天皇家でも、平安後期の後冷泉天皇・後三条天皇兄弟以降、現在に至るまで天皇家の男子（僧籍に入らない者）の大半に「仁」の字が用いられている。中央・地方の名族も同様の命名を行うようになり、鎌倉時代以降は特に強くなった。これにより、「兄弟通字」から「歴代通字」へと変化した。

## 通り字の例

### 嵯峨天皇の親王
嵯峨天皇は、親王たちに「良」の字を共通して用いた。これにより、皇族内での連続性が強調された。
通り字：「良」
- 正良（）（仁明天皇）
- 秀良（）
- 業良（）
- 忠良（）
- 基良（）

### 源氏
通り字：「義」
- 源義家（）
- 源義親（）
- 源義仲（）
- 源義経（）

### 伊勢平氏
通り字：「盛」
- 平清盛（）
- 平重盛（）
- 平維盛（）
- 平資盛（）
- 平教盛（）

### 他の平氏の系統
平高望（）の子孫であり、複数の系統に分かれている。
通り字：各系統で異なる通字を使用。例：「貞」「正」「忠」など。
- 平貞盛（）
- 平忠常（）
- 平正輔（）

### 北条氏
通り字：「時」
- 北条時政（）
- 北条時房（）
- 北条時頼（）
- 北条時宗（）

### 足利氏
通り字：「義」
- 足利義氏（）
- 足利義満（）
- 足利義政（）
- 足利義昭（）

### 武田氏
通り字：「信」
- 武田信玄（）
- 武田信繁（）
- 武田信虎（）
- 武田信廉（）

### 上杉氏
通り字：「憲」
- 上杉憲顕（）
- 上杉憲忠（）
- 上杉憲実（）

### 伊達氏
通り字：「宗」
- 伊達宗遠（）
- 伊達宗綱（）
- 伊達宗村（）
- 伊達政宗（）

※「宗」の字は含まれていないが、祖先に「宗」の字が多く使われている。

### 毛利氏
通り字：「元」
- 毛利元就（）
- 毛利元春（）
- 毛利元清（）
- 毛利元康（）

### 島津氏
通り字：「久」または「忠」
- 島津忠久（）
- 島津忠国（）
- 島津貴久（）
- 島津義久（）

### 織田氏
通り字：「信」
- 織田信定（）
- 織田信秀（）
- 織田信長（）
- 織田信忠（）

### 徳川氏
通り字：「家」
- 徳川家康（）
- 徳川家光（）
- 徳川家綱（）
- 徳川家宣（）
- 徳川家継（）
- 徳川家重（）
- 徳川家治（）
- 徳川家斉（）
- 徳川家慶（）
- 徳川家定（）
- 徳川家茂（）

### 大友氏
通り字：「親」
- 大友親世（）
- 大友親治（）
- 大友親綱（）

### 立花氏
通り字：「統」
- 立花道雪（）
  - ※元の名は「立花鑑載（）」
- 立花宗茂（）
  - ※「宗」の字も使用

### 浅井氏
通り字：「政」
- 浅井亮政（）
- 浅井久政（）
- 浅井長政（）